# L'Éternité devant soi

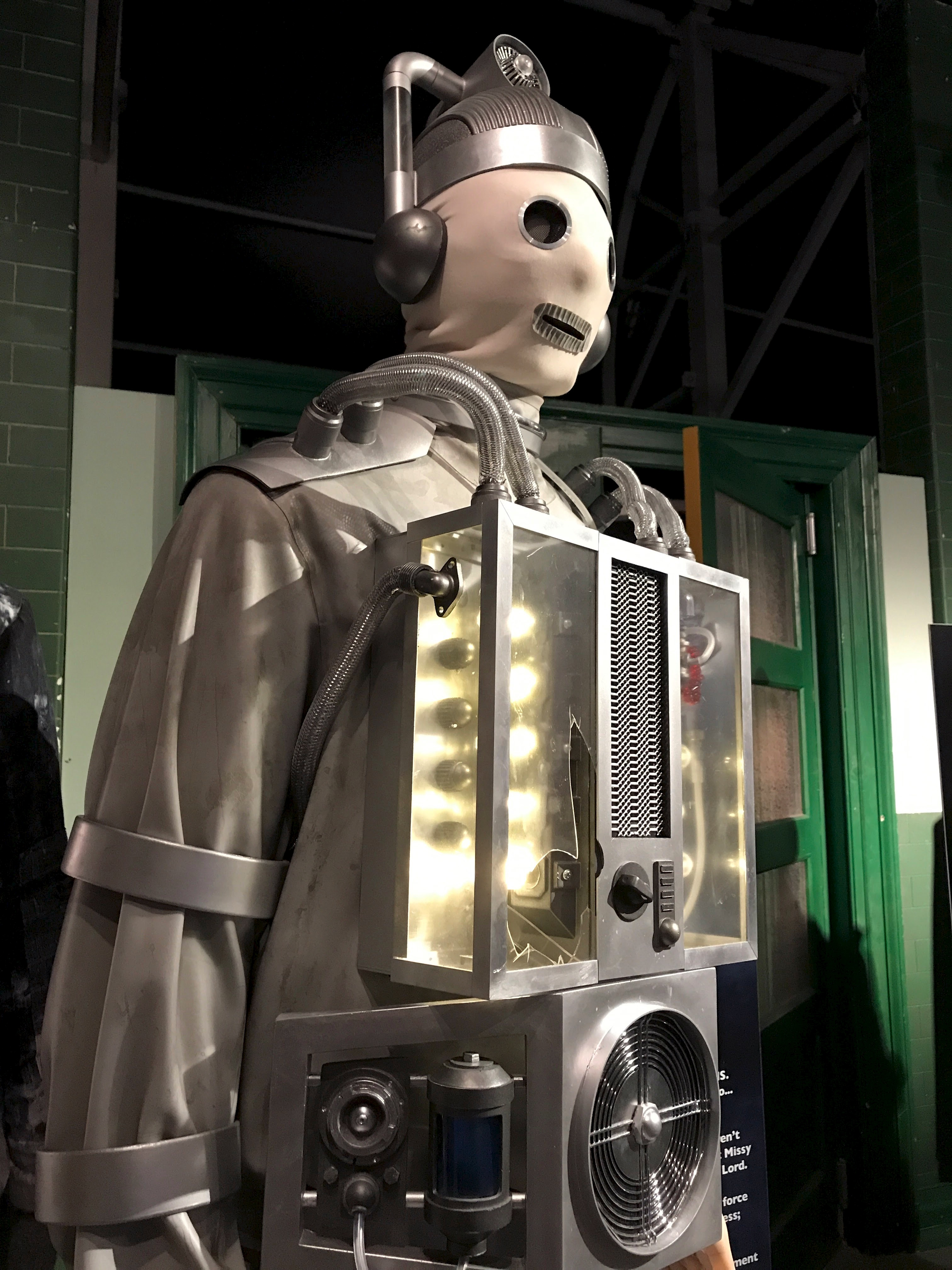
Cyberman original de Mondas

L'Éternité devant soi (World Enough and Time) est le onzième épisode de la dixième saison de la deuxième série télévisée britannique Doctor Who. Il est diffusé sur BBC One le 24 juin 2017. Il constitue avec Le Docteur tombe, le dernier épisode de la saison, un épisode en deux parties, qui la clôture. Ce double épisode marque le retour des Cybermen Mondasiens, les Cybermen originaux de la planète Mondas.

## Distribution
- Peter Capaldi : Le Docteur
- Pearl Mackie : Bill Potts
- Matt Lucas : Nardole
- Michelle Gomez : Missy
- John Simm : Le Maître[1], M. Razor
- Olivier Lansley : Jorj
- Paul Brightwell : Chirurgien
- Alison Lintott : Infirmière
- Nicholas Briggs : voix des Cybermen

## Résumé
Les relations amicales conduisent le Docteur vers sa décision la plus irréfléchie. Enfermé dans un vaisseau spatial géant, pris dans l'horizon événementiel d'un trou noir, il est témoin de la mort de quelqu'un qu'il a juré de protéger. Y a-t-il un moyen pour compenser sa faute ? Les événements sont-ils déjà hors de contrôle ? Pour l'instant, c'est le Temps lui-même qui est devenu l'ennemi du Seigneur du Temps.

### Continuité
- Cet épisode marque le retour du Maître joué par John Simm ainsi que des Cybermen de Mondas (les Mondasian Cybermen, apparus pour la première fois dans The Tenth Planet en 1966)[3].
- On revoit Missy porter le couvre-chef qu'elle portait dans certains épisodes de la saison 8.
- Le goût du Maître pour les déguisements remonte à l'épisode Terror of the Autons en 1971[3].
- Missy et le Maître font référence à la "genèse des Cybermen" (en anglais : Genesis of the Cybermen), ce qui fait référence au titre de l'épisode Genesis of the Daleks de 1974.
- Le Maître porte un bouc, comme certaines de ses précédentes incarnations.
- Le Docteur a déjà été dans un vaisseau qui rencontrait un trou noir dans le double-épisode La Planète du Diable en 2006.
- On revoit le Docteur refaire des prises de karaté vénusien comme sa troisième incarnation[3].